# District de Bondo
Pour les articles homonymes, voir Bondo.
Bondo était, entre 1998 et 2009, un des districts de la province de Nyanza au Kenya. Depuis cette date, il est divisé en deux nouveaux districts : Bondo et Rarieda. Depuis 2010, uni avec l'ancien district de Siaya, il constitue un des 47 comtés du Kenya (le comté de Siaya) créés par la nouvelle Constitution.

## Situation

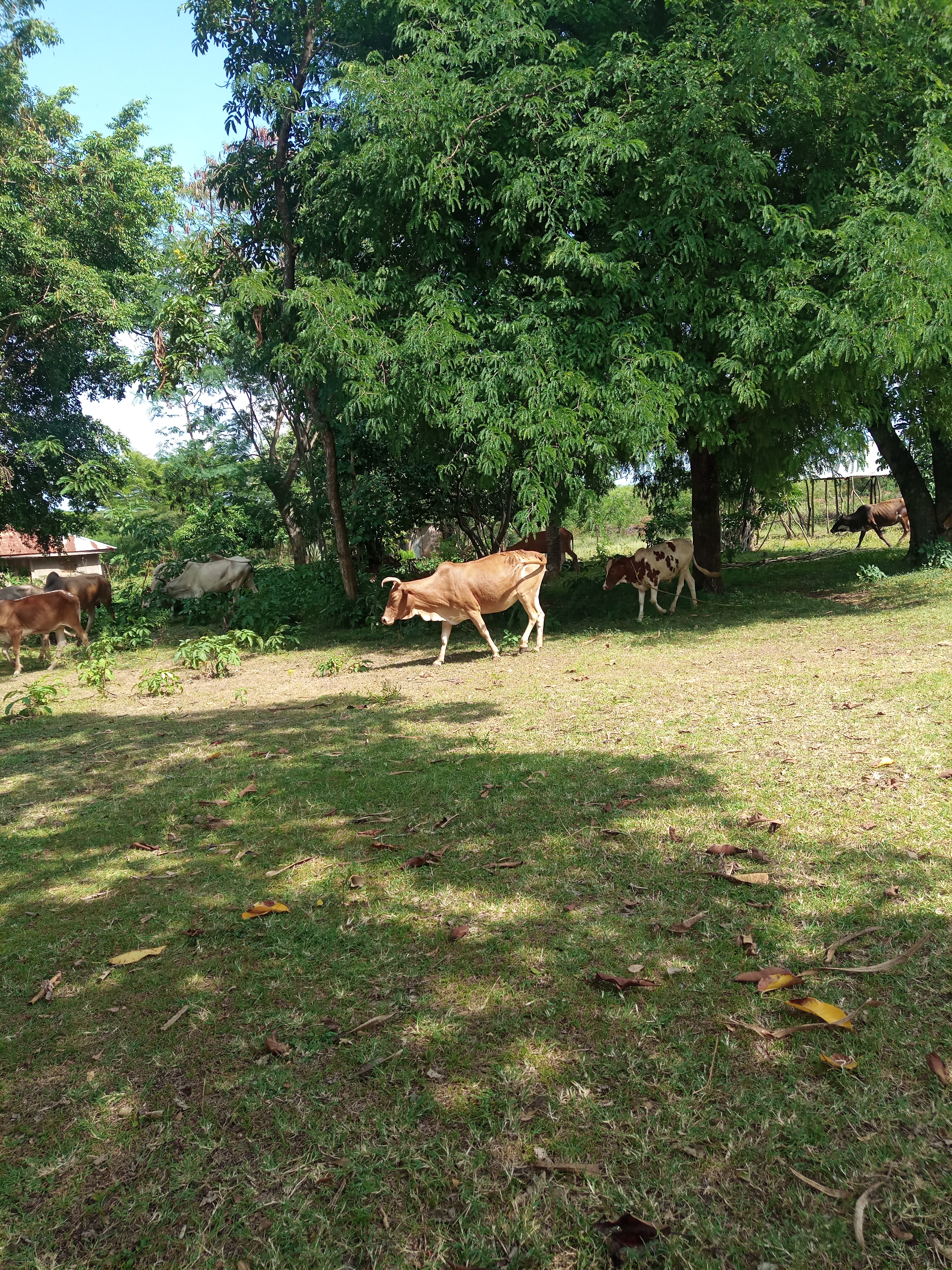
Élevage pratiqué par les Luo aux environs de Bondo.

Le district était situé sur la rive nord du golfe de Winam. Il était bordé au nord par le district de Siaya, à l'est par le district de Kisumu, au sud par les districts de Rachuonyo et de Suba, à l'ouest (jusqu'à la frontière ougandaise) par le lac Victoria et au nord-ouest par le district de Busia (province occidentale).

## Structure sociétale

### Statistiques
Les chiffres datent de 2006
- la superficie était de 1 972 km2 dont 972 km2 sur terre ferme et 1 000 km2 sous eau (lac Victoria) ; cette surface en terre ferme donnait une densité de population de 279,47 hab./km2. 5 % de la population vivait en zone urbaine et 95 % en zone rurale.

### Divisions administratives
Le district (wilaya) fut créé en 1998 par la division, en deux, de l'ancien district de Siaya. Il était constitué de cinq divisions administratives (tarafa) et de deux conseils locaux (Councils), un pour la municipalité de Bondo (City Council) et un pour le reste du district (County Council).
| Divisions administratives entre 1998 et 2009                                                                     |             |               |              |
| Division | Population* | Pop. urbaine* | Chef-lieu    |
| Madiany | 58 784**    | 0             | Madiany      |
| Maranda | 79 833**    | 7 456         | Bondo        |
| Nyang'oma |             |               | Port Southby |
| Rarieda | 56 883**    | 0             | Asembo       |
| Usigu | 43 280**    | 3 933         | Usengi       |
| Total | 238 780**   | 11 389        | -            |
| * Recensement national de 1999. Sources : , ** Un recensement local de 2006 porte ce chiffre à 271 649. Source : |             |               |              |

En 2009, il est divisé en deux et disparait en tant que district. Les nouveaux districts correspondent aux circonscriptions électorales. À savoir : 
- district de Bondo, chef-lieu Bondo,
  - divisions : Sakwa et Yimbo ;
- district de Rarieda, chef-lieu Rarieda,
  - divisions : Asembo et Uyoma.

### Circonscriptions électorales
Depuis 1988, le district était constitué de deux circonscriptions électorales (Constituencies). Il était donc représenté par 2 députés (Members of Parliament ou MP) au parlement national qui compte 224 membres.
|                                                                                              | Circonscription de Bondo | Circonscription de Bondo | Circonscription de Rarieda | Circonscription de Rarieda |
| Election                                                                                     | MP                       | Parti                    | MP                         | Parti                      |
| 1963                                                                                         | Oginga Odinga            | KPU / KANU               |                            |                            |
| 1966                                                                                         | Oginga Odinga            | KPU                      |                            |                            |
| 1969                                                                                         | William Odongo Omamo     | KANU                     |                            |                            |
| 1974                                                                                         | John Hezekiah Ougo       | KANU                     |                            |                            |
| 1979                                                                                         | John Hezekiah Ougo       | KANU                     |                            |                            |
| 1980*                                                                                        | William Odongo Omamo     | KANU                     |                            |                            |
| 1983                                                                                         | William Odongo Omamo     | KANU                     |                            |                            |
| 1988                                                                                         | Gilbert Paul Oluoch      | KANU                     | Bob Francis Jalang’o       | KANU                       |
| 1992                                                                                         | Oginga Odinga            | Ford-Kenya               | Achieng' Oneko             | Ford-Kenya                 |
| 1995**                                                                                       | Oburu Odinga             | NDP                      |                            |                            |
| 1997                                                                                         | Oburu Odinga             | NDP                      | George Odeny Ngure         | NDP                        |
| 2002                                                                                         | Oburu Odinga             | NARC                     | Raphael Tuju               | NARC                       |
| 2007                                                                                         | Oburu Odinga             | ODM                      | Nicholas Gumbo             | ODM                        |
| * Par élection séparée. ** Par élection séparée à la suite du décès d'Oginga Odinga en 1994. |                          |                          |                            |                            |